# إرنست هارت (صحفي طبي)

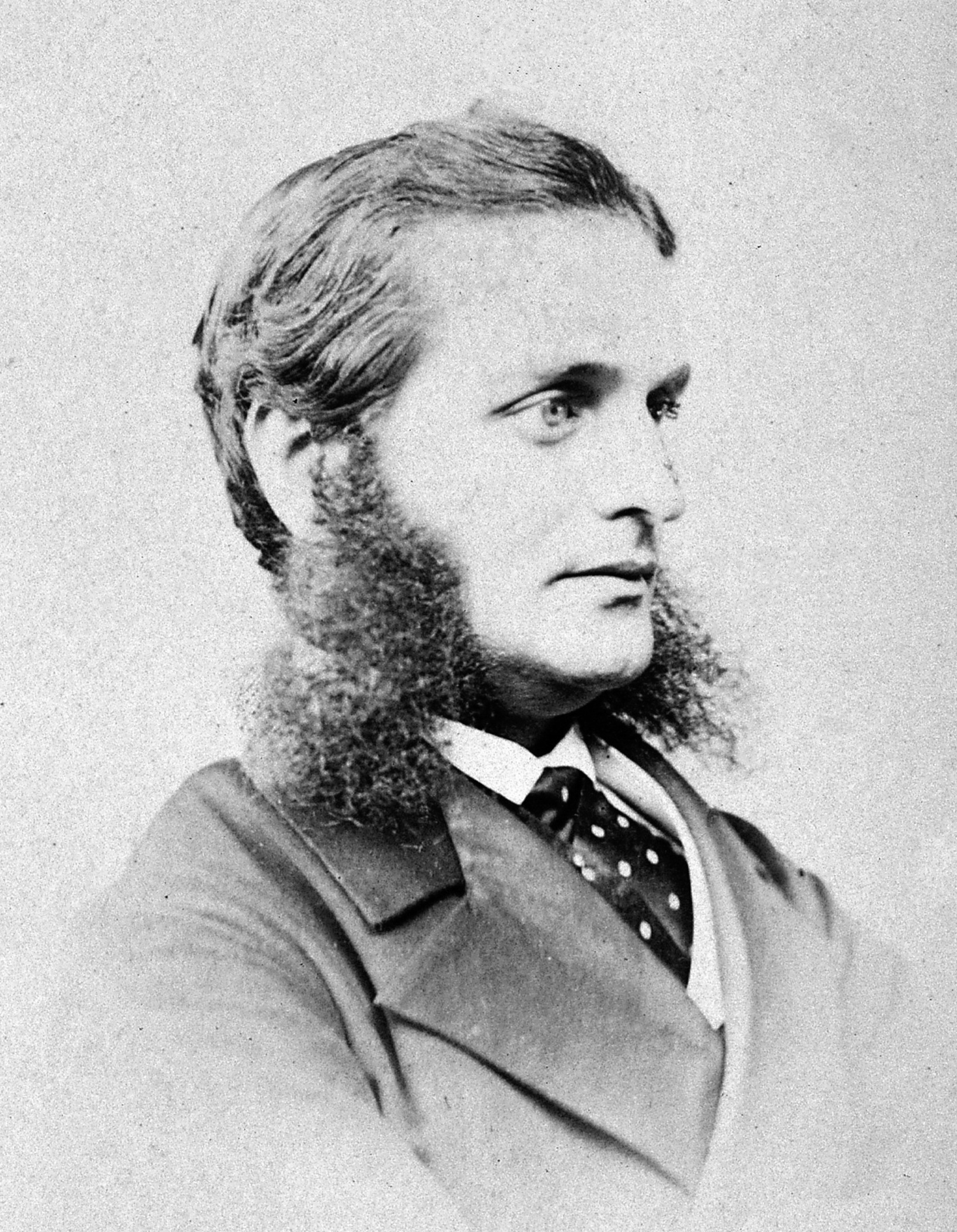
إرنست أبراهام هارت

إرنست أبراهام هارت (26 يونيو 1835 - 7 يناير 1898) كان صحفي طبي إنجليزي. وكان رئيس تحرير المجلة الطبية البريطانية.

## سيرته الذاتية
ولد هارت في لندن، وهو ابن طبيب أسنان يهودي. تلقى تعليمه في مدرسة مدينة لندن، وأصبح طالباً في مستشفى سانت جورج. في عام 1856 أصبح عضواً في الكلية الملكية للجراحين، تخصص أمراض العين. تم تعيينه جراح عيون في مستشفى سانت ماري في سن 28، وشغل العديد من المناصب الأخرى، إدخال بعض التعديلات على ممارسة العيون منذ اعتمادها على نطاق واسع. ويرتبط اسمه أيضاً بطريقة علاج تمدد ألاوعية الدموية المأبضية، وهو أول من استخدمه في بريطانيا العظمى.
ومع ذلك، كان عمله الحقيقي كصحفي طبي، بدءاً بمجلة لانسيت في عام 1857. وقد عين محرراً للمجلة الطبية البريطانية في 11 أغسطس 1866. خلال هذه الفترة، أدى الانتقاد الشديد للمجلة الطبية البريطانية لإسحاق بيكر براون إلى التدمير الكامل لمسيرة براون المهنية. كمحرر يمكن أن يحاسب هارت جزئياً على ذلك (كما يمكن أن يكون المحرر من قبله، ويليام أورلاندو ماركام). قد تكون افتتاحية حملاته مفرغة. كانوا عادة عاطفيين ويهنئون أنفسهم.
في 22 نوفمبر 1866 تم تعيين هارت كمفتش عندما رفض زميله ويليام اورلاندو ماركام هذا المنصب. قام بدور قيادي في التعرضات التي أدت إلى التحقيق في مستشفيات دار عمل ولاية لندن، وإصلاح علاج المرضى الفقراء في جميع أنحاء إنجلترا، وقانون حماية حياة الرضع لعام 1872، الذي كان يهدف إلى شرور تربية ألاطفال، كان إلى حد كبير بسبب جهوده. ويغطي سجل عمله العام تقريباً مجال التشريع الصحي خلال الثلاثين عاماً الأخيرة من حياته.
كان له يد في تعديلات الصحة العامة والأفعال الطبية. ودائماً ما يشجع المهنة الطبية فوق غيرها في مجال الصحة العامة؛ وفي التدابير المتعلقة بالاخطار عن الامراض المعدية، والتطعيم، وتسجيل السباكين; في تحسين تشريعات المصانع; في معالجة المظالم المشروعة للضباط الطبيين في للجيش والبحرية; في إزالة التجاوزات وأوجه القصور في المدارس القاحلة المزدحمة؛ في إدانة أوجه القصور الصحية للحكومة الهندية، وخاصة فيما يتعلق بالوقاية من الكوليرا.
يظهر عمله نيابة عن الجمعية الطبية البريطانية زيادة عدد الأعضاء من 000 2 إلى 000 19 عضو، ونمو المجلة الطبية البريطانية من 20 إلى 64 صفحة خلال فترة تحريره. في الفترة من 1872 إلى 1897 كان رئيس لجنة مشروع قانون برلماني الجمعيات.
كما كان هارت محرراً ومالكاً لسجل الصحة لفترة من الزمن، ورئيساً لجمعية الصحة الوطنية.

## التطعيم
في عام 1880، ألف هارت الكتاب بعنوان «الحقيقة عن التطعيم». فندت الحجج التي قدمها مضادات التطعيم. ولم يثبت صحة أي ادعاء بعدم التطعيم بأدلة طبية وإحصائية. أظهر هارت من مجموعة كبيرة من الأدلة مزايا كيف يمكن للشخص المحصن مقاومة هجوم الجدري، مقارنة بتلك التي لم يتم تطعيمها.

## العائلة
تزوج هارت زوجته الأولى، روزيتا ليفي، عام 1855. تزوج زوجته الثانية، عام 1872، أليس ماريون رولاند، شقيقة المصلح الاجتماعي هنرييتا بارنيت. درست رولاند الطب في لندن وباريس، ولم تكن أقل اهتماماً من زوجها بالإصلاح الخيري. كانت أكثر نشاطاً في تشجيعها للصناعات المنزلية الأيرلندية، وكانت مؤسس صندوق دونيجال الصناعي.

## قراءات أخرى
*ريدي، دي (تشرين الثاني/نوفمبر 1966). «ارنست هارت- رجل المنسي». مجلة كلية الممارسين العامين.
https://www.ncbi.nlm.nih.gov/pmc/articles/PMC2237760
https://pubmed.ncbi.nlm.nih.gov/19790657